# 耿慶國
耿慶國（1941年1月—），中国地质学家，北京市人，满族。
耿慶國在1965年毕业于中国科技大学地球物理系地震专业，分配到中华人民共和国地质部物探研究所工作。1970年调北京地震队从事地震监测和预报研究工作。
耿庆国根据历代（包括1956-1970年）大旱与地震关系的统计，发现“6级以上大地震的震中区，震前1-3.5年往往是旱区。旱区越大，干旱时间越长，相应的震级越高”的统计规律（公元512–1879年中国大旱后2–3.5年，发生了7次7.5–8级大地震）。1972年耿庆国提出“旱震关系大地震中期预报方法”，根据这一规律，耿庆国预报了1975年的海城地震，和同事預報了1976年的唐山地震。
在1980年代出版了专著《中国旱震关系》（科学出版社）。
1980年调入国家地震局分析预报中心从事地震预报应用研究，现任中国地球物理学会天灾预测专业委员会主任、联合国行政管理与减灾全球计划项目科学顾问等职。
2006年他根据旱震关系提出中期预报，近年阿坝地区将发生7级以上地震。2008年4月26日和27日在中国地球物理学会下属的“天灾预测委员会”经集体讨论，作出“在一年内（2008.5–2009.4）仍应注意兰州以南，川、甘、青交界附近可能发生6-7级地震”的预报（文字报告已报中国地震局等，4月30日密件发出）。耿庆国根据强磁暴组合，提出“阿坝地区7级以上地震的危险点在5月8日（前后10天以内）”。